# Selvas tropicales de Palawan
La ecorregión de las selvas tropicales de Palawan (WWF ID: IM0143) cubre el archipiélago de la isla de Palawan, centrado en la isla de Palawan, la sexta isla más grande de Filipinas. Las islas actúan como puente ecológico entre Borneo y las islas principales de Filipinas, aunque hubo canales entre ellas durante la última glaciación, cuando el nivel del mar era bajo. La biodiversidad es alta en las islas, con muchas especies endémicas, y con muchos géneros compartidos con Borneo al sur. La presión de la tala es una preocupación para los bosques de esta región.

## Ubicación y descripción
Además de la isla principal de la isla de Palawan, la ecorregión incluye la isla Balabac al sur, la isla Ursula y las islas Calamian al norte. La isla de Palawan tiene 260 km de largo y un promedio de solo 25–30 km de ancho. Una cadena montañosa recorre el centro de la isla, con casi la mitad de las pendientes con un promedio de más de 30 grados. El punto más alto es el monte Mantalingajan, de 2.085 metros. Las islas son relativamente jóvenes: surgieron del mar hace sólo 5-10 millones de años.

## Clima
El clima de la ecorregión es clima de sabana tropical - invierno seco (clasificación climática de Köppen (Aw)). Este clima se caracteriza por temperaturas relativamente uniformes a lo largo del año y una pronunciada estación seca. El mes más seco tiene menos de 60 mm de precipitaciones, y es más seco que el mes medio. En las Palawans, la estación húmeda dura de junio a octubre. La estación seca en gran parte de la isla va de noviembre a mayo, pero sólo dura unos meses en el norte.

## Flora
Alrededor de dos tercios de las islas están cubiertos de bosque latifoliado perennifolio cerrado, un 10% de otros bosques cerrados, un 15% de bosque abierto o cubierta herbácea y sólo un 5% de asentamientos humanos o agricultura. Gran parte de este bosque ha sido talado anteriormente, y la presión de la tala y la conversión de tierras a la agricultura han reducido la calidad de gran parte del bosque. Los bosques más cercanos a la costa son bosques de hayas, en transición a bosques tropicales de tierras bajas dominados por árboles de la familia Dipterocarpaceae, Agalai, varias especies de Ficus, Water gum (Tristania), Ballart de hoja ancha ( Exocarpos latifolius ) y Swintonia foxworthyi. El bosque pluvial montano se encuentra a mayor altitud (de 800 a 1.200 metros), y el bosque semicaducifolio, en la sombra pluvial del lado este de la isla principal.
La parte sur de la isla principal presenta distintos tipos de bosque que dependen del suelo. Grandes zonas son bosques calizos, con cactus catedral (Euphorbia trigona), ( Aglaia argentea ), Antidesma, Drypetes y Gomphandra. En los alrededores del Pico Victoria hay bosques ultramáficos que albergan plantas que pueden estar asociadas a suelos con metales pesados. En algunas partes del bosque meridional predomina la Casuarina.

## Fauna
Hay un alto nivel de especies endémicas de mamíferos en las islas, pero muchos de los géneros se comparten con Borneo, lo que indica que las Palawans fueron una vez parte de Sundaland (las islas combinadas al oeste), pero se han separado durante el tiempo suficiente para desarrollar sus propias comunidades faunísticas.

## Áreas protegidas
Más del 80% de la ecorregión está protegida de alguna forma. Estas áreas protegidas incluyen:
- Parque Nacional del Río Subterráneo de Puerto Princesa